# Projecció de Fischer
La projecció de Fischer és una representació dues dimensions de les molècules orgàniques tridimensionals obtinguda per mitjà d'una projecció gràfica. En les molècules orgàniques, els àtoms de Carboni (C) poden fer quatre enllaços covalents amb altres àtoms veïns. Aquesta estructura pren la forma d'un tetraedre que té com centre al C i situa en els quatre vèrtexs als àtoms enllaçats. En cas que els quatre grups enllaçats al C siguin diferents, la molècula resultarà asimètrica i es diu que té un carboni asimètric. Aquesta molècula presenta dues formes isòmers espacials (estereoisòmers) que mostren les mateixes propietats químiques però un comportament diferent en ser il·luminades amb llum polaritzada (mostren activitat òptica). Emil Hermann Fischer imaginà una representació plana (en paper) per distingir els dos estereoisòmers. Fent servir el gliceraldèhid com a model, una aldo-triosa i presenta un sol carboni asimètric, el C2.
Per situar un C quiral en projecció de Fischer cal situar la cadena de carbonis en posició vertical, amb el C quiral enmig. Fer que el grup més oxidat ocupi la posició superior. Girar la cadena fins que els C1 i el C3 s'allunyin, de l'observador alhora que el C2 quiral s'hi apropi. Fet això, els altres dos substituents H i OH, sobresortiran del pla a esquerra o dreta.
Fischer anomenà isòmer D-gliceraldèhid al que presentava l'OH a la dreta i isòmer L-gliceraldèhid al que presentava l'OH a l'esquerra 

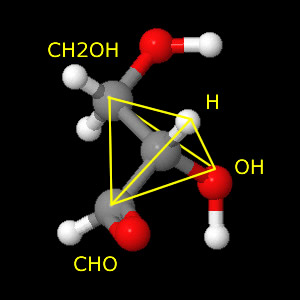
Carboni quiral
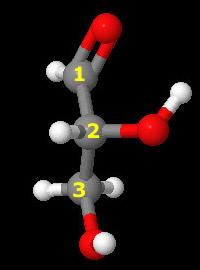
D-gliceraldèhid
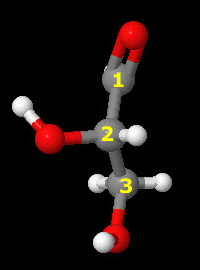
L-gliceraldèhid